# Matas
 Der er for få eller ingen kildehenvisninger i denne artikel, hvilket er et problem. Du kan hjælpe ved at angive troværdige kilder til de påstande, som fremføres i artiklen.

Matas A/S (NASDAQ OMX: MATAS) er en dansk butikskæde grundlagt i 1949. Kæden er en del af Matas Group, der foruden Matas består af kæden KICKS, som man opkøbte i juni 2023 for DKK 698 mio. samt en række øvrige selskaber i beauty- og wellness-sektoren. Matas Group har ca. 500 butikker på tværs af Danmark, Sverige, Norge og Finland, omsætter for DKK 7,8 mia. proforma årligt (2023/24) og har ca. 4.000 medarbejdere. Matas blev børsnoteret i juni 2013.
Matas er en sammenskrivning af MATerialisternes AktieSelskab. Butikkerne, der i gamle dage blev kaldt materialisthandeler, sælger parfume, kosmetik, personlige pleje-produkter, naturmedicin og håndkøbsmedicin samt diverse rengørings- og husholdningsartikler.
Materialistbranchens historie går tilbage til 1800-tallet, hvor man gik til materialisten for at købe kemikalier, foderstoffer, fotoartikler, vaskepulver, urter og krydderier. Mange materialister forhandlede desuden cremer, hårvand, barbersprit og skintonic, som de selv blandede.
Det første år solgte Matas A/S for 537.000 kroner, men måtte dog notere et underskud på 24,50 – det første og eneste underskud i selskabets historie.
1967
Stribedesignet blev udviklet, og de første flaskevarer med striber på så dagens lys. Det var bl.a. skintonic, ansigtsvand og fugtighedslotion. Selskabet stod dengang som nu for produktion af ovennævnte omfattende sortiment af egne varer – der under et kaldes 'de stribede fra Matas'. På dette tidspunkt var der mere end 150 materialister med i selskabet.
1974
Vital Shoppen blev introduceret som resultat af den helsekostbølge, der skyllede ind over Europa.
Kæden blev frem til 2007 drevet som frivillig kæde, hvor den enkelte butik var ejet af en selvstændig materialist. Hver butik ejede én aktie i Matas A/S. Butikkerne er placeret på hovedstrøg, gågader og i butikscentre over hele landet – i de fleste større byer med flere butikker.
På et aktionærmøde i maj 2006 besluttede et flertal på at takke ja til et købstilbud fra investeringsselskabet Capital Partners på 5,2 milliarder kroner. Med andre ord fik hver aktionær knap 1,8 millioner kroner ud af salget.
Den 28. februar 2007 overgik Matas til en ny ejerstruktur. Størstedelen af butikkerne indgik i en kapitalkæde, hvor CVC Capital Partners havde aktiemajoriteten. De privatejede butikker samarbejdede fortsat med Matas A/S om levering af Stribevarer og fælles kampagner.
Matas åbnede i efteråret 2010 sin nye kundeklub Club Matas, der allerede ved årsskiftet havde opnået et medlemstal på 400.000. Club Matas har pr. 2024 rundet 2 millioner medlemmer, mens man på tværs af de fire markeder har mere end 5,5 millioner Club-medlemmer.
28. juni 2013 børsnoteres Matas på Fondsbørsen (OMX Nasdaq Copenhagen) og får 12.000 nye medejere i form af primært danske aktionærer.
10. januar 2014 sælger storaktionæren CVC Capital Partners sine aktier for 216 millioner dollars.
1. november 2017 tiltrådte den nuværende CEO for Matas Group, Gregers Wedell-Wedellsborg, i stillingen som administrerende direktør for Matas A/S.
29. juni 2023 købte Matas A/S den svenske KICKS-kæde af Axel Johnson AB for DKK 698 mio.  